# Wilburgstetten
Wilburgstetten est une commune de Bavière (Allemagne), située dans l'arrondissement d'Ansbach et le district de Moyenne-Franconie.

## Géographie

Situation de Wilburgstetten (en rouge) dans la communauté administrative (en violet) et dans l'arrondissement d'Ansbach

Wilburgstetten' est située sur le cours supérieur de la Wörnitz, sur la route romantique, à 8 km au sud-est de Dinkelsbühl et à 46 km au sud-ouest d'Ansbach, le chef-lieu de l'arrondissement.
Wilburgstetten est le siège d'une communauté administrative qui regroupe les trois communes de Wilburgstetten, Mönchsroth et Weiltingen qui comptaient 5 143 habitants en 2005 pour une superficie de 61,22 km2.
Communes ayant fusionné avec Wilburgstetten au cours des années 1970 :
- 1971, Knittelsbach, Greiselbach, Wittenbach
- 1972, Illenschwang
- 1978, Rühlingstetten.

## Histoire

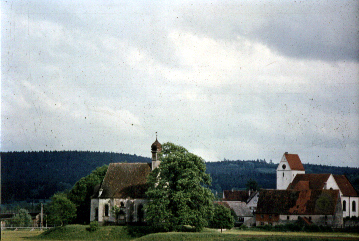
Vue de Wilburgstetten, l'église catholique Sainte-Marguerite et la chapelle baroque

Wilburgstetten a une histoire très ancienne. Des fouilles entreprises en 1931 mirent au jour des tombes préhistoriques datées d'environ 2000 avant Jésus Christ. D'autre part, le village est bâti sur l'emplacement du Limes romain dont il reste des traces au sud de la commune.
Le village a fait partie au Moyen Âge des domaines des comtes d'Oetingen qui retiraient de grands profits du passage de la Wörnitz sur la route entre Dinkelsbühl et Nördlingen. À partir de 1261, il existe une noblesse locale indépendante à Wilburgstettnen : la famille von Rechenberg.
De 1405 à 1805, Wilburgstetten a appartenu à la ville impériale de Dinkelsbühl et était une enclave catholique dans une région luthérienne.
En 1806, le village a été intégré au royaume de Bavière et a été érigé en commune en 1818 et compris dans l'arrondissement de Dinkelsbühl jusqu'à la disparition de ce dernier.

## Démographie
| 1910   | 1933   | 1939   | 2003  | 2009  |
| ------ | ------ | ------ | ----- | ----- |
| 1 751, | 1 753, | 1 668, | 2 145 | 2 089 |

## Jumelages
- Wittenbach (Suisse), dans le canton de Saint-Gall
- Aignan (France) dans le département du Gers (Midi-Pyrénées)
- Kolín (Tchéquie), dans le district de Kolín, en Bohême Centrale